# 羣星會
《羣星會》（英語：The Thief of Time；又名《聖劍仙境傳》）是香港電視廣播有限公司拍攝製作的電視電影，此片為無綫電視25週年台慶所製作的經典電視電影。這是一部以1970年代、1980年代的經典港劇為串場故事，搭配演出而成的經典電影。串場經典港劇：成吉思汗、神鵰俠侶、陸小鳳、小李飛刀、蓋世豪俠、流氓皇帝、風之刀

## 劇情簡介
新扎師姐侯盈盈，因追擊盜取九轉靈童的兩笨賊葉小堅、小炳的過程之中，卻閃電意外穿梭時空到了古代，還牽連到計程車司機譚阿倫，在這段時空之旅中，先後遇到了成吉思汗及其手下桑昆、神雕大俠楊過、小龍女、梟雄葉孤城、陸小鳳、李尋歡、段飛、朱錦春、駱風等人。

## 演員表

### 現代人

#### 主角
- 溫兆倫 飾 譚阿倫（的士司機）
- 何婉盈 飾 侯盈盈（女警）
- 夏雨 飾 葉小堅（國語版為石小堅）（笨賊）

#### 客串
- 胡楓 飾 吉叔
- 曾江 飾 友情客串
- 羅莽 飾 喇嘛
- 張衛健 飾 小炳（笨賊）
- 黃德斌 飾 強盜（假保全）
- 梁健平 飾 保全主管
- 鄭家生 飾 強盜
- 河國榮 飾 強盜頭目
- 黃一山 飾 阿狼（貨車司機）
- 曾偉權 飾 殺人王督察
- 林家棟 飾 保安

#### 風之刀
- 郭富城 飾 郭富城（駱風）（PS：結局客串，當時是郭富城拍攝風之刀，已經回到現代）
- 梁小冰 飾 梁小冰（姚子平）
- 蔡少芬 飾 蔡少芬（凌湘）
- 劉江 飾 劉江（司馬縱橫）
- 麥皓為 飾 導演

#### 龍套演員
- 鮑方
- 何英偉
- 朱潔儀
- 馮瑞珍
- 黃建峰
- 何浩源
- 王偉樑
- 韓俊
- 譚一清
- 梁舜燕
- 郭德信
- 羅國維
- 廖麗麗
- 劉殷伶
- 李秋林
- 方傑
- 陳啟泰
- 鍾淑慧
- 盧天偉
- 鄧汝超
- 陳珮珊
- 陳潔儀
- 林家棟
- 潘文柏
- 許實賢
- 陳勉良
- 鄭君寧
- 劉煒全
- 麥嘉倫
- 吳育摳
- 黄德斌

### 古代人

#### 成吉思汗
- 萬梓良 飾 鐵木真
- 關禮傑 飾 桑昆

#### 神雕俠侶
- 劉德華 飾 楊過
- 陳玉蓮 飾 小龍女

#### 陸小鳳（決戰紫禁城之巔）
- 鄭少秋 飾 葉孤城
- 劉松仁 飾 陸小鳳

#### 小李飛刀
- 朱　江 飾 李尋歡

#### 蓋世豪俠
- 周星馳 飾 段小飛，段飛之孫
- 吳孟達 飾 肥仔達，段小飛下人
- 黃一飛 飾 總管

#### 流氓皇帝
- 鄭少秋 飾 朱錦春（溥儀的「影武者」皇帝。）
- 郭晉安 飾 溥儀（真皇帝）
- 李司棋 飾 易蓉蓉
- 楚原 飾 申先生 / 伸直腳也
- 李家聲 飾 小官員
- 秦煌 飾 小官員
- 羅嘉良 飾 小官員

#### 龍套演員
- 梁欽棋
- 郭卓樺
- 崔嘉寶
- 黎芷珊
- 李文彪
- 吳瑞庭
- 田青
- 蕭山仁
- 黃天鐸
- 徐廣林
- 戴志偉
- 陳蕊
- 陳燕航
- 郭少芸
- 蕭玉燕
- 黃文標
- 戴少民
- 陳安瑩
- 黎秀英
- 劉桂芳
- 王頌雯
- 葉振聲
- 李衛民
- 黎海珊

## 主題曲
- 〈羣星會〉／車沅沅
  - 作曲：倫永亮、黎小田、顧嘉煇
  - 編曲：陳德建、江港生